# تسرکنیتسا
تسرکنیتسا (به آلمانی: Zirknitz)  در اسلوونی با جمعیت ۳٬۵۳۲ نفر است که در Municipality of Cerknica واقع شده‌است.